# Săcel, Cluj

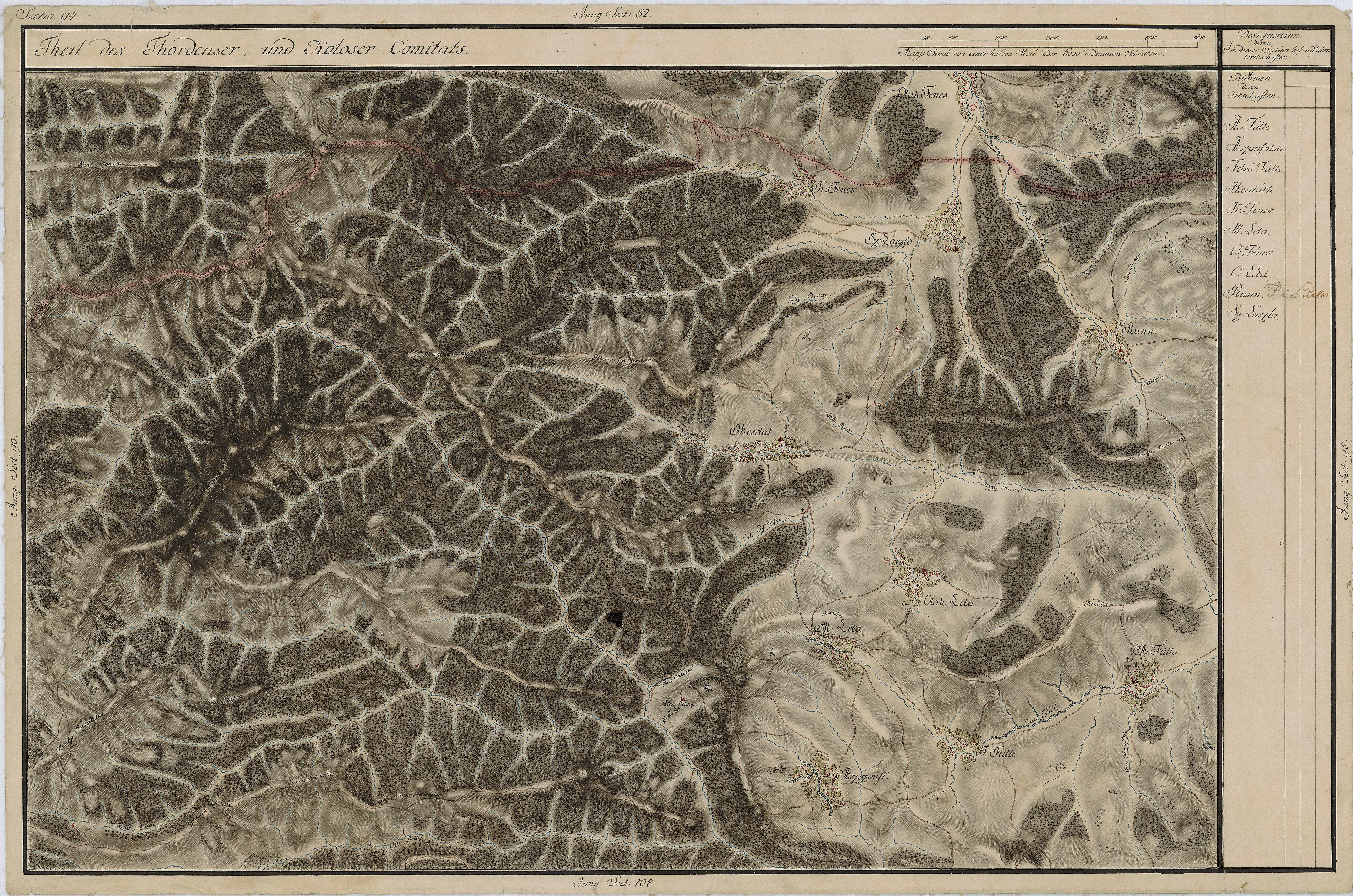
Săcel pe Harta Iosefină a Transilvaniei, 1769-1773
(Sectio 094)

Săcel (în maghiară Asonyfalva, în germană Frauendorf) este un sat în comuna Băișoara din județul Cluj, Transilvania, România.
Pe Harta Iosefină a Transilvaniei din 1769-1773 (Sectio 094), localitatea apare sub numele de „Aszszonfalva”.

## Istoric
În trecut localitatea a aparținut de Cetatea Sacelului, cunoscuta popular drept cetatea lui Gelu, mai raspandita sub numele de Cetatea Lita.

## Date geografice
Altitudinea medie: 617 m.

## Imagini

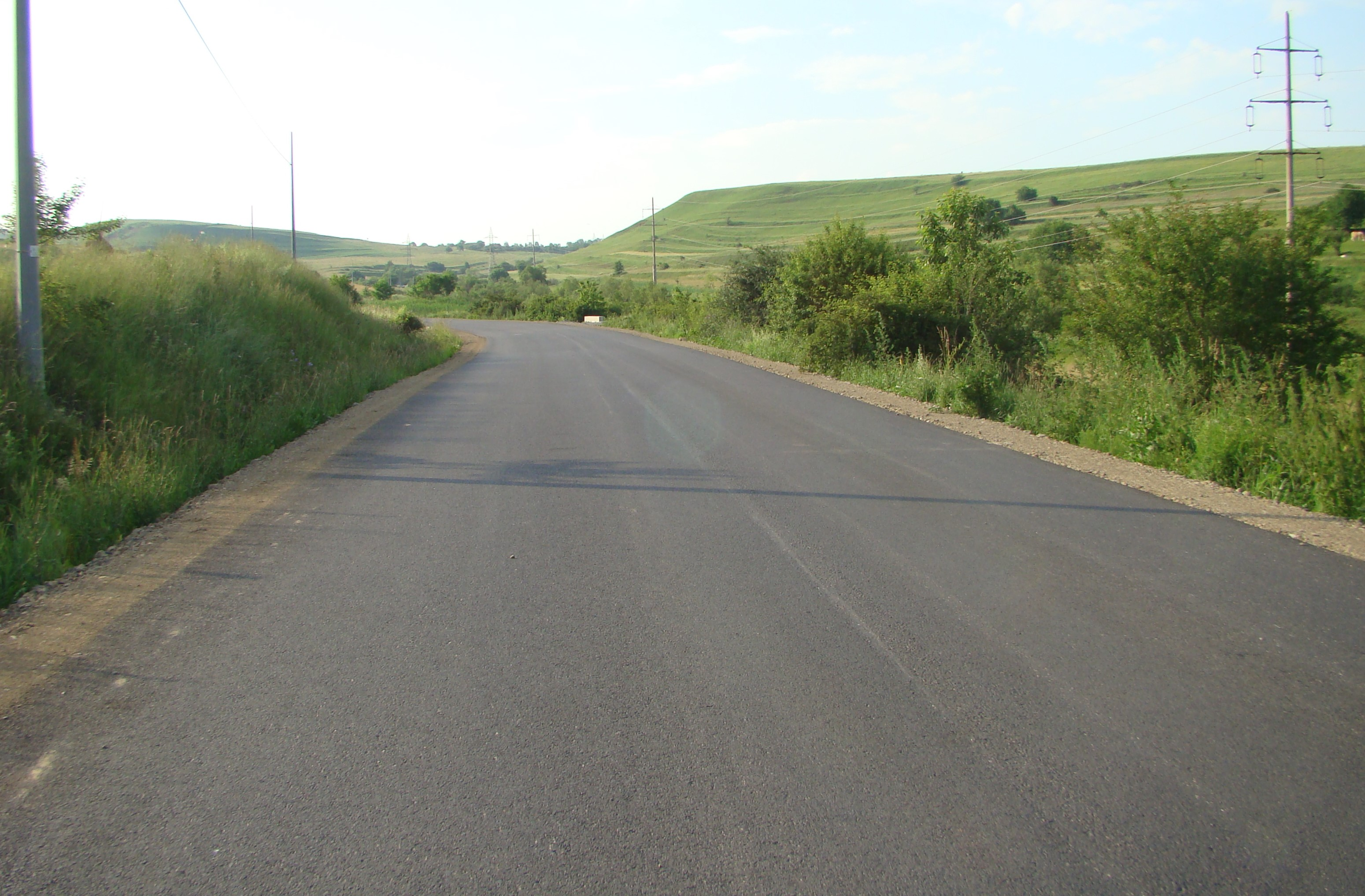
Drumul Liteni-Săcel
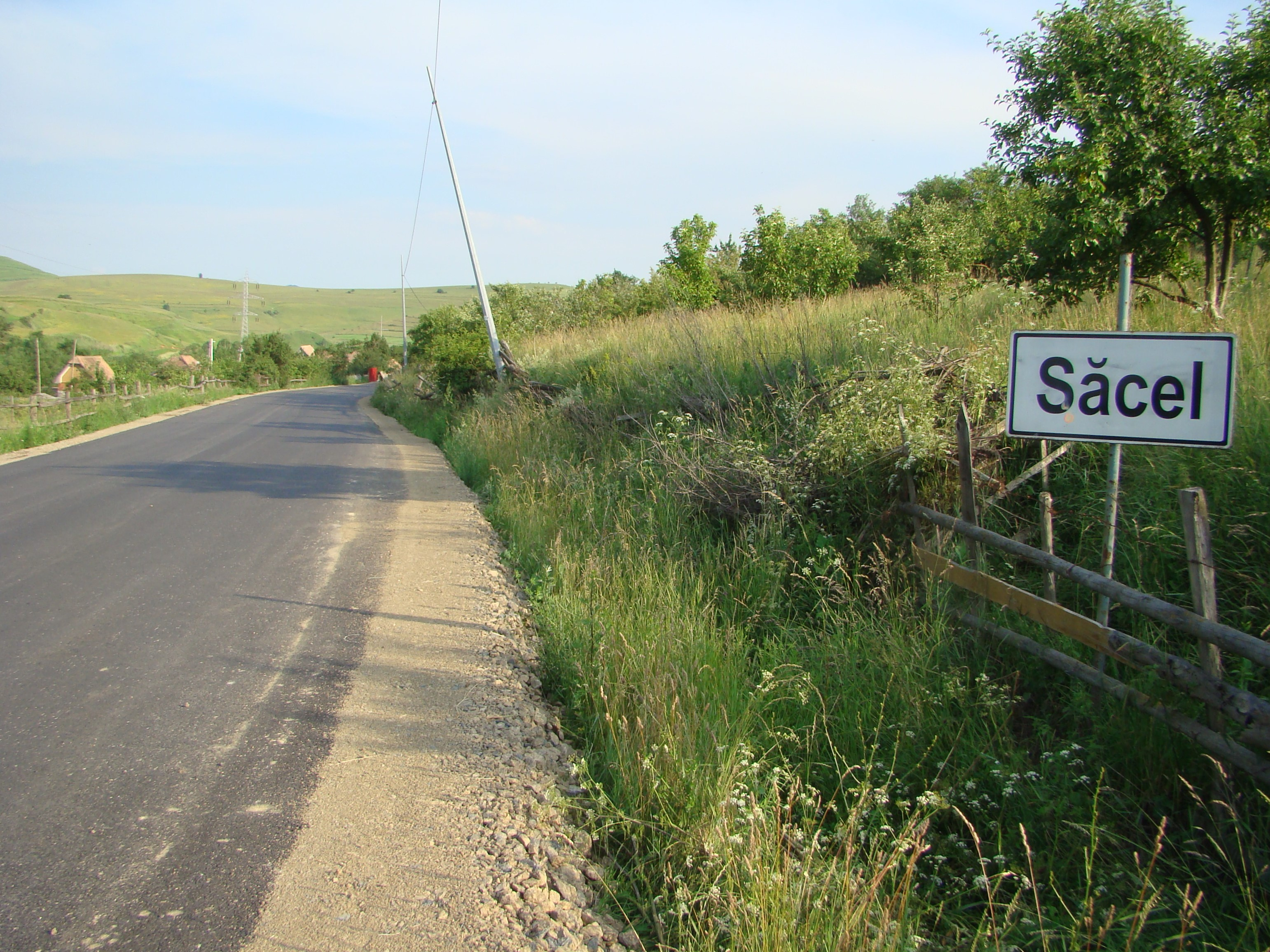
Intrarea în localitate
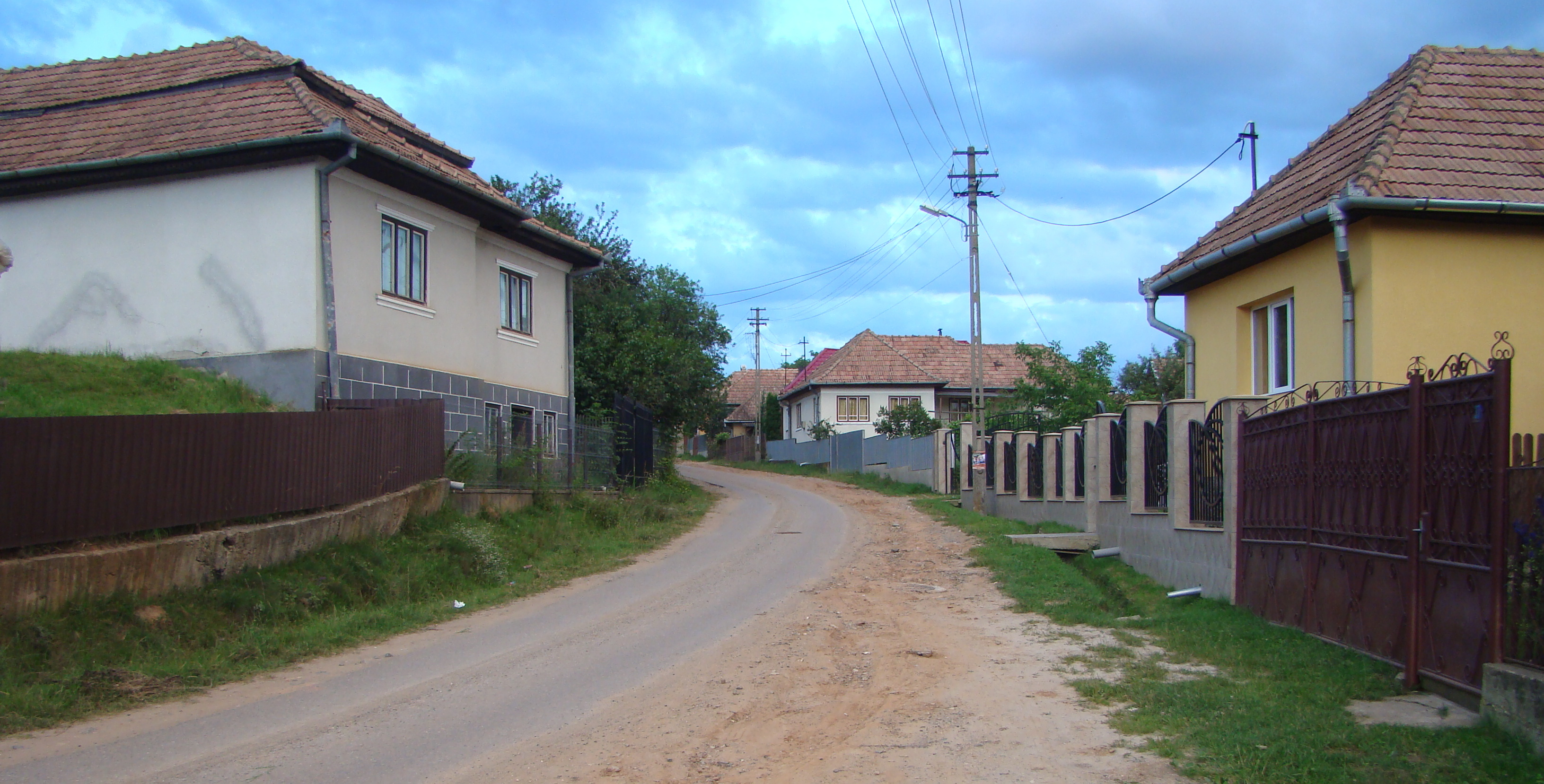
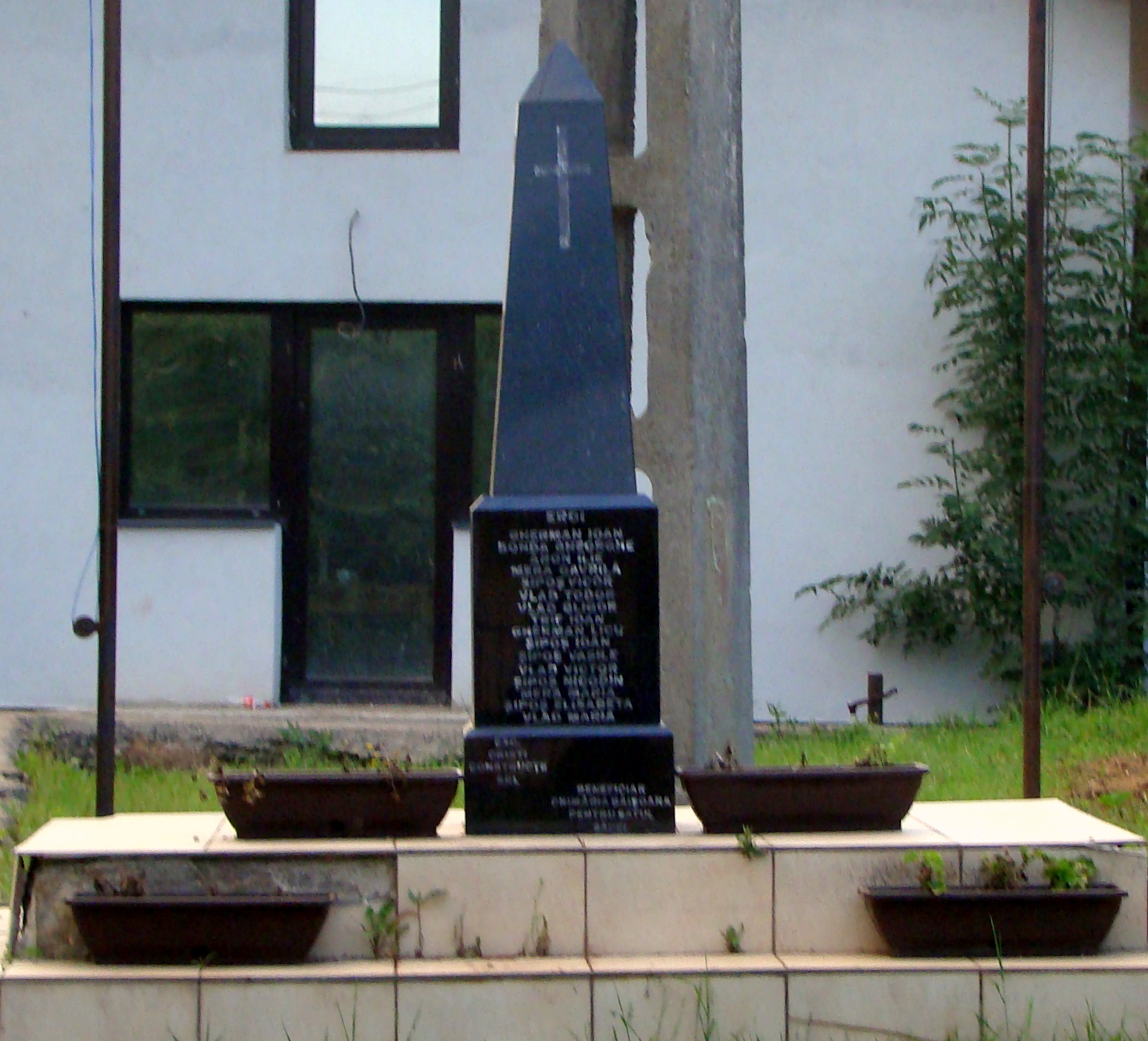
Monumentul eroilor
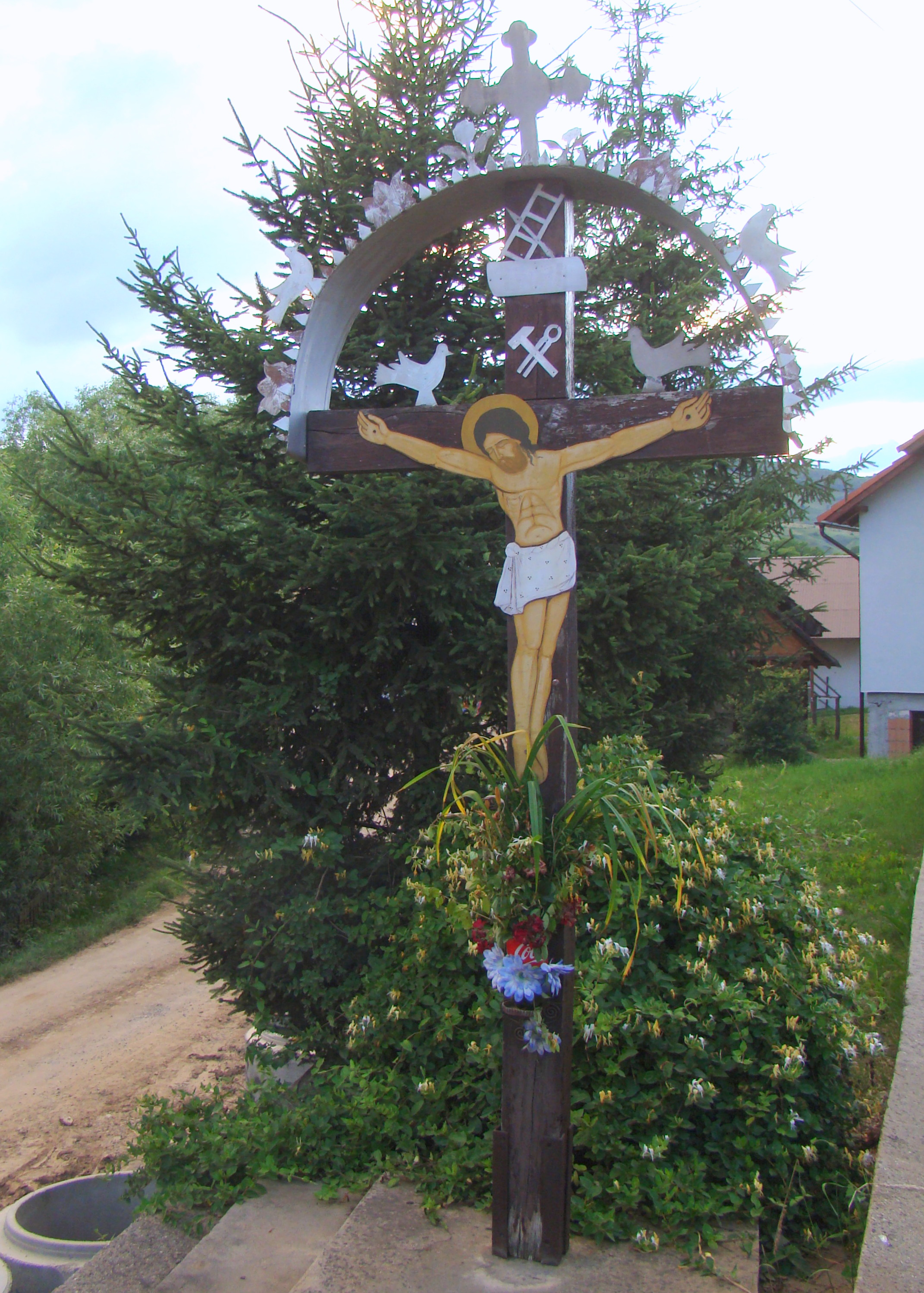
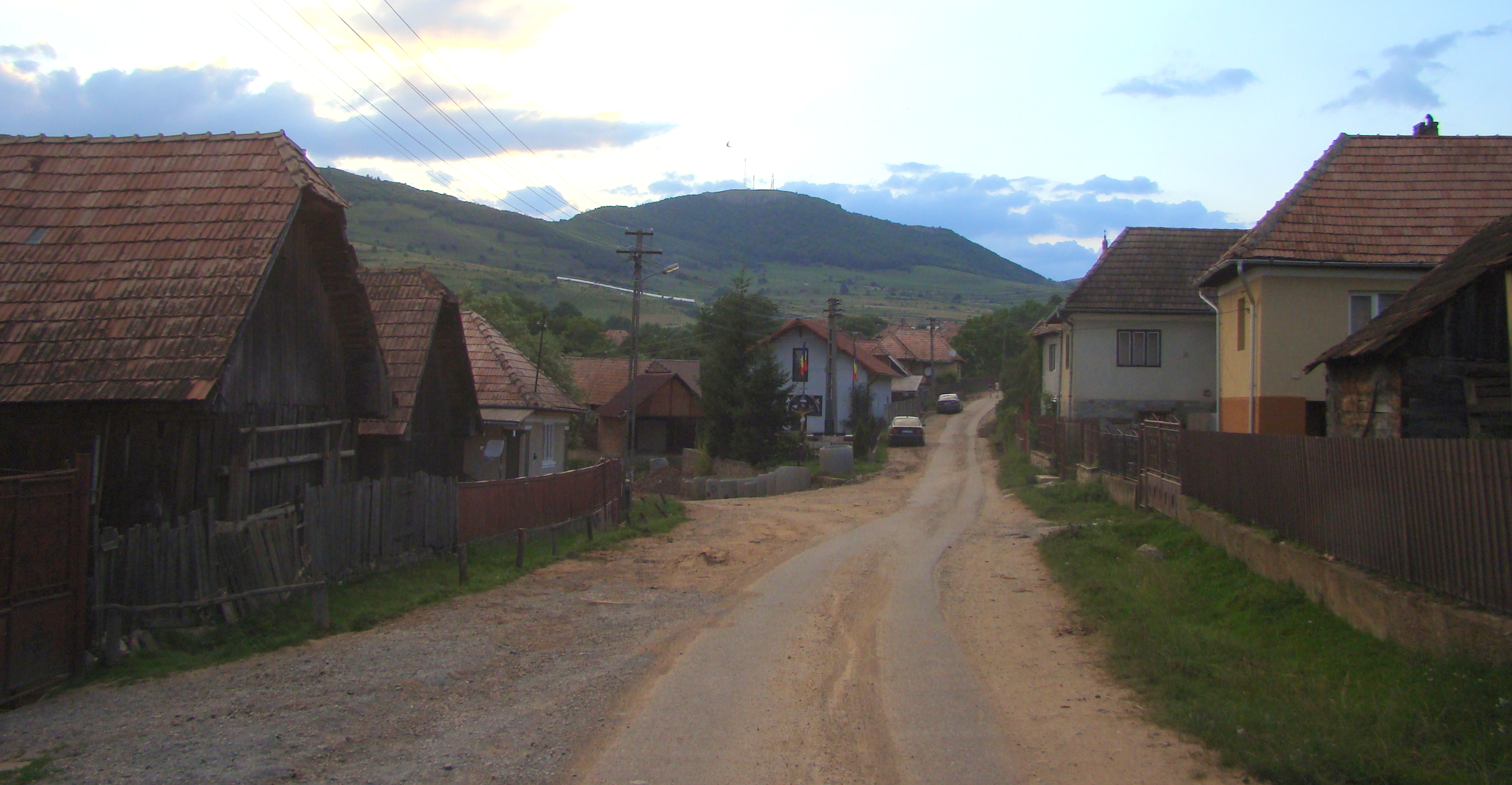